# Lariscus insignis
Lariscus insignis — вид гризунів родини Sciuridae. Зустрічається в Індонезії, Малайзії та Таїланді. Це денний і наземний вид. Зустрічається здебільшого у високому первинному лісі, але може терпіти вторинне середовище існування.

## Характеристики
Довжина голови й тулуба становить від 18,2 до 19,4 сантиметра, а його вага становить від 175 до 185 грамів. Довжина хвоста становить від 10 до 11 сантиметрів, тому він значно коротший за решту тіла. Колір спини тварин темно-коричневий з трьома чіткими чорними смугами на спині. Черево від білого до блідо-піщаного кольору. Шерсть дуже тонка, а хвіст приплюснутий.